# Ivan Ćurković
Ivan Ćurković (en serbio: Иван Ћурковић; (Mostar, RFS de Yugoslavia, 15 de marzo de 1944) es un ex-futbolista serbio, se desempeñaba como guardameta. Tras retirarse, fue presidente del Partizán de Belgrado y del Comité Olímpico de Serbia.

## Carrera administrativa
Entre 1989 y 2006, Ćurković fue presidente del Partizán de Belgrado, también lo fue del Comité Olímpico de Serbia hasta febrero de 2009, cuando fue elegido el exbaloncestista Vlade Divac para reemplazarle.

## Clubes
| Club             | País       | Año         | Partidos | Goles |
| FK Velež Mostar  | Yugoslavia | 1960 - 1964 | 87       | 0     |
| FK Partizan      | Yugoslavia | 1964 - 1972 | 201      | 0     |
| AS Saint-Étienne | Francia    | 1972 - 1981 | 303      | 0     |

- Datos: Q1675643
- Multimedia: Ivan Ćurković / Q1675643